# قائمة وزراء التنمية المحلية (مصر)
تعاقب على تولي وزارة التنمية المحلية بمسمياتها المختلفة عدة وزراء خلال سلسلة التشكيلات الوزارية في مصر.:131:136، 291:292، 323، 375، 397، 440:445، 560:561، 566

## القائمة
| الوزير                                                              | اسم الوزارة                                              | الفترة         | الفترة         | الحكومة                                                                                  | رئيس مجلس الوزراء      |
| الوزير                                                              | اسم الوزارة                                              | من             | إلى            | الحكومة                                                                                  | رئيس مجلس الوزراء      |
| ------------------------------------------------------------------- | -------------------------------------------------------- | -------------- | -------------- | ---------------------------------------------------------------------------------------- | ---------------------- |
| إبراهيم فرج                                                         | الشئون البلدية والقروية                                  | 12 يناير 1950  | 27 يناير 1952  | وزارة مصطفى النحاس باشا السابعة                                                          | مصطفى النحاس باشا      |
| إبراهيم شوقي                                                        | الشئون البلدية والقروية                                  | 27 يناير 1952  | 7 فبراير 1952  | وزارة علي ماهر باشا الثالثة                                                              | علي ماهر باشا          |
| محمد علي رشدي                                                       | الشئون البلدية                                           | 7 فبراير 1952  | 1 مارس 1952    | وزارة علي ماهر باشا الثالثة                                                              | علي ماهر باشا          |
| محمد زهير جرانة                                                     | الشئون القروية                                           | 7 فبراير 1952  | 1 مارس 1952    | وزارة علي ماهر باشا الثالثة                                                              | علي ماهر باشا          |
| طه محمد عبد الوهاب السباعي                                          | الشئون البلدية والقروية                                  | 1 مارس 1952    | 2 يوليو 1952   | وزارة أحمد نجيب الهلالي باشا الأولى                                                      | أحمد نجيب الهلالي باشا |
| محمد علي راتب                                                       | الشئون البلدية والقروية                                  | 2 يوليو 1952   | 22 يوليو 1952  | وزارة حسين سري باشا الخامسة                                                              | حسين سري باشا          |
| مريت غالي                                                           | الشئون البلدية والقروية                                  | 22 يوليو 1952  | 23 يوليو 1952  | وزارة أحمد نجيب الهلالي باشا الثانية                                                     | أحمد نجيب الهلالي باشا |
| عبد العزيز عبد الله سالم                                            | الشئون البلدية والقروية                                  | 24 يوليو 1952  | 6 سبتمبر 1952  | وزارة علي ماهر باشا الرابعة                                                              | علي ماهر باشا          |
| مريت غالي                                                           | الشئون القروية                                           | 6 سبتمبر 1952  | 7 سبتمبر 1952  | وزارة علي ماهر باشا الرابعة                                                              | علي ماهر باشا          |
| نور الدين طراف                                                      | الشئون البلدية                                           | 6 سبتمبر 1952  | 7 سبتمبر 1952  | وزارة علي ماهر باشا الرابعة                                                              | علي ماهر باشا          |
| عبد العزيز علي                                                      | الشئون البلدية والقروية                                  | 8 سبتمبر 1952  | 9 ديسمبر 1952  | وزارة محمد نجيب الأولى                                                                   | محمد نجيب              |
| وليم سليم حنا                                                       | الشئون البلدية والقروية                                  | 9 ديسمبر 1952  | 17 أبريل 1954  | وزارة محمد نجيب الأولى                                                                   | محمد نجيب              |
| وليم سليم حنا                                                       | الشئون البلدية والقروية                                  | 9 ديسمبر 1952  | 17 أبريل 1954  | وزارة محمد نجيب الثانية                                                                  | محمد نجيب              |
| وليم سليم حنا                                                       | الشئون البلدية والقروية                                  | 9 ديسمبر 1952  | 17 أبريل 1954  | وزارة جمال عبد الناصر الأولى                                                             | جمال عبد الناصر        |
| وليم سليم حنا                                                       | الشئون البلدية والقروية                                  | 9 ديسمبر 1952  | 17 أبريل 1954  | وزارة محمد نجيب الثالثة                                                                  | محمد نجيب              |
| عبد اللطيف البغدادي                                                 | الشئون البلدية والقروية                                  | 17 أبريل 1954  | 29 يونيو 1956  | وزارة جمال عبد الناصر الثانية                                                            | جمال عبد الناصر        |
| عبد اللطيف البغدادي                                                 | الشئون البلدية والقروية                                  | 29 يونيو 1956  | 20 أغسطس 1957  | وزارة جمال عبد الناصر الثالثة                                                            | جمال عبد الناصر        |
| مصطفى خليل                                                          | الدولة للشئون البلدية والقروية "ندباً"                    | 20 أغسطس 1957  | 22 فبراير 1958 | وزارة جمال عبد الناصر الثالثة                                                            | جمال عبد الناصر        |
| محمد أبو نصير                                                       | الشئون البلدية والقروية                                  | 6 مارس 1958    | 7 أكتوبر 1958  | وزارة جمال عبد الناصر الرابعة                                                            | جمال عبد الناصر        |
| محمد أبو نصير "المجلس التنفيذي" طعمة العودة الله "الوزارة المركزية" | الشئون البلدية والقروية                                  | 7 أكتوبر 1958  | 20 سبتمبر 1960 | وزارة نور الدين طراف (المجلس التنفيذي) وزارة جمال عبد الناصر الخامسة (الوزارة المركزية)  | جمال عبد الناصر        |
| كمال الدين حسين                                                     | الإدارة المحلية                                          | 11 سبتمبر 1960 | 20 سبتمبر 1960 | وزارة نور الدين طراف (المجلس التنفيذي) وزارة جمال عبد الناصر الخامسة (الوزارة المركزية)  | جمال عبد الناصر        |
| محمد أبو نصير "المجلس التنفيذي" طعمة العودة الله "الوزارة المركزية" | الشئون البلدية والقروية                                  | 20 سبتمبر 1960 | 16 أغسطس 1961  | وزارة كمال الدين حسين (المجلس التنفيذي) وزارة جمال عبد الناصر السادسة (الوزارة المركزية) | جمال عبد الناصر        |
| عبد المحسن أبو النور                                                | الإدارة المحلية                                          | 16 أغسطس 1961  | 28 سبتمبر 1961 | وزارة جمال عبد الناصر السابعة                                                            | جمال عبد الناصر        |
| كمال الدين حسين                                                     | الإدارة المحلية                                          | 18 أكتوبر 1961 | 29 سبتمبر 1962 | وزارة جمال عبد الناصر الثامنة                                                            | جمال عبد الناصر        |
| عباس رضوان                                                          | نائب رئيس مجلس الوزراء للإدارة المحلية والخدمات          | 25 مارس 1964   | 1 أكتوبر 1965  | وزارة علي صبري الثانية                                                                   | علي صبري               |
| أحمد حمدي أحمد عبيد                                                 | الدولة للإدارة المحلية                                   | 1 أكتوبر 1965  | 18 يونيو 1967  | وزارة زكريا محيي الدين                                                                   | زكريا محيي الدين       |
| أحمد حمدي أحمد عبيد                                                 | الدولة للإدارة المحلية                                   | 1 أكتوبر 1965  | 18 يونيو 1967  | وزارة صدقي سليمان                                                                        | محمد صدقي سليمان       |
| علي صبري                                                            | الإدارة المحلية                                          | 19 يونيو 1967  | 24 يناير 1968  | وزارة جمال عبد الناصر التاسعة                                                            | جمال عبد الناصر        |
| عبد المحسن أبو النور                                                | الإدارة المحلية                                          | 24 يناير 1968  | 20 مارس 1968   | وزارة جمال عبد الناصر التاسعة                                                            | جمال عبد الناصر        |
| عبد المحسن أبو النور                                                | الإدارة المحلية                                          | 20 مارس 1968   | 29 أكتوبر 1968 | وزارة جمال عبد الناصر العاشرة                                                            | جمال عبد الناصر        |
| محمد حمدي عاشور                                                     | الإدارة المحلية                                          | 29 أكتوبر 1968 | 28 سبتمبر 1970 | وزارة جمال عبد الناصر العاشرة                                                            | جمال عبد الناصر        |
| محمد حمدي عاشور                                                     | الإدارة المحلية                                          | 20 أكتوبر 1970 | 18 نوفمبر 1970 | وزارة محمود فوزي الأولى                                                                  | محمود فوزي             |
| محمد أحمد محمد                                                      | الإدارة المحلية                                          | 18 نوفمبر 1970 | 14 مايو 1971   | وزارة محمود فوزي الثانية                                                                 | محمود فوزي             |
| محمد حمدي عاشور                                                     | الإدارة المحلية                                          | 14 مايو 1971   | 12 سبتمبر 1971 | وزارة محمود فوزي الثالثة                                                                 | محمود فوزي             |
| أحمد فؤاد محيي الدين                                                | الدولة لأمانة الحكم المحلي والمنظمات الشعبية             | 27 مارس 1973   | 25 سبتمبر 1974 | وزارة أنور السادات الأولى                                                                | أنور السادات           |
| أحمد فؤاد محيي الدين                                                | الدولة للحكم المحلي والتنظيمات الشعبية                   | 27 مارس 1973   | 25 سبتمبر 1974 | وزارة أنور السادات الثانية                                                               | أنور السادات           |
| محمد حامد محمود                                                     | الدولة للحكم المحلي والتنظيمات الشعبية                   | 25 سبتمبر 1974 | 5 أكتوبر 1978  | وزارة عبد العزيز حجازي                                                                   | عبد العزيز حجازي       |
| محمد حامد محمود                                                     | الدولة للحكم المحلي والتنظيمات الشعبية                   | 25 سبتمبر 1974 | 5 أكتوبر 1978  | وزارة ممدوح سالم الأولى                                                                  | ممدوح سالم             |
| محمد حامد محمود                                                     | الدولة للحكم المحلي والتنظيمات الشعبية والسياسية         | 25 سبتمبر 1974 | 5 أكتوبر 1978  | وزارة ممدوح سالم الثانية                                                                 | ممدوح سالم             |
| محمد حامد محمود                                                     | الدولة للحكم المحلي والشباب والتنظيمات الشعبية والسياسية | 25 سبتمبر 1974 | 5 أكتوبر 1978  | وزارة ممدوح سالم الثالثة                                                                 | ممدوح سالم             |
| محمد حامد محمود                                                     | الدولة للحكم المحلي والتنظيمات الشعبية والسياسية والشباب | 25 سبتمبر 1974 | 5 أكتوبر 1978  | وزارة ممدوح سالم الرابعة                                                                 | ممدوح سالم             |
| محمد حامد محمود                                                     | الدولة للحكم المحلي والتنظيمات الشعبية والسياسية والشباب | 25 سبتمبر 1974 | 5 أكتوبر 1978  | وزارة ممدوح سالم الخامسة                                                                 | ممدوح سالم             |
| سليمان متولي سليمان                                                 | الدولة للحكم المحلي                                      | 5 أكتوبر 1978  | 14 مايو 1980   | وزارة مصطفى خليل الأولى                                                                  | مصطفى خليل             |
| سليمان متولي سليمان                                                 | الدولة للحكم المحلي                                      | 5 أكتوبر 1978  | 14 مايو 1980   | وزارة مصطفى خليل الثانية                                                                 | مصطفى خليل             |
| أحمد فؤاد محيي الدين (نائب رئيس مجلس الوزراء)                       | الوزير المختص بالحكم المحلي                              | 14 مايو 1980   | 6 أكتوبر 1981  | وزارة أنور السادات الثالثة                                                               | أنور السادات           |
| أحمد فؤاد محيي الدين (النائب الأول لرئيس مجلس الوزراء)              | الوزير المختص بالحكم المحلي                              | 14 أكتوبر 1981 | 3 يناير 1982   | وزارة حسني مبارك                                                                         | حسني مبارك             |
| النبوي إسماعيل                                                      | الحكم المحلي                                             | 3 يناير 1982   | 31 أغسطس 1982  | وزارة فؤاد محيي الدين الأولى                                                             | أحمد فؤاد محيي الدين   |
| أحمد فؤاد محيي الدين (رئيس مجلس الوزراء)                            | الوزير المختص بالحكم المحلي                              | 31 أغسطس 1982  | 12 مارس 1983   | وزارة فؤاد محيي الدين الثانية                                                            | أحمد فؤاد محيي الدين   |
| سعد مأمون                                                           | الدولة للحكم المحلي                                      | 13 مارس 1983   | 5 يونيو 1984   | وزارة فؤاد محيي الدين الثانية                                                            | أحمد فؤاد محيي الدين   |
| حسن سليمان أبو باشا                                                 | الحكم المحلي                                             | 16 يوليو 1984  | 9 نوفمبر 1986  | وزارة كمال حسن علي                                                                       | كمال حسن علي           |
| حسن سليمان أبو باشا                                                 | الحكم المحلي                                             | 16 يوليو 1984  | 9 نوفمبر 1986  | وزارة علي لطفي                                                                           | علي لطفي               |
| أحمد سلامة محمد                                                     | الحكم المحلي                                             | 11 نوفمبر 1986 | 13 أكتوبر 1987 | وزارة عاطف صدقي الأولى                                                                   | عاطف صدقي              |
| عاطف صدقي (رئيس مجلس الوزراء)                                       | الوزير المختص بالحكم المحلي                              | 13 أكتوبر 1987 | 19 مايو 1991   | وزارة عاطف صدقي الثانية                                                                  | عاطف صدقي              |
| محمود سيد شريف                                                      | الإدارة المحلية                                          | 20 مايو 1991   | 8 يوليو 1997   | وزارة عاطف صدقي الثانية                                                                  | عاطف صدقي              |
| محمود سيد شريف                                                      | الإدارة المحلية                                          | 20 مايو 1991   | 8 يوليو 1997   | وزارة عاطف صدقي الثالثة                                                                  | عاطف صدقي              |
| محمود سيد شريف                                                      | الإدارة المحلية                                          | 20 مايو 1991   | 8 يوليو 1997   | وزارة كمال الجنزوري الأولى                                                               | كمال الجنزوري          |
| مصطفى عبد القادر                                                    | الدولة للتنمية المحلية                                   | 10 أكتوبر 1999 | 9 يوليو 2004   | وزارة عاطف عبيد                                                                          | عاطف عبيد              |
| عبد الرحيم شحاتة                                                    | الدولة للتنمية المحلية                                   | 13 يوليو 2004  | 19 ديسمبر 2005 | وزارة أحمد نظيف الأولى                                                                   | أحمد نظيف              |
| عثمان محمد عثمان                                                    | التخطيط والتنمية المحلية                                 | 30 ديسمبر 2005 | 27 أغسطس 2006  | وزارة أحمد نظيف الثانية                                                                  | أحمد نظيف              |
| عبد السلام المحجوب                                                  | الدولة للتنمية المحلية                                   | 27 أغسطس 2006  | 29 يناير 2011  | وزارة أحمد نظيف الثانية                                                                  | أحمد نظيف              |
| محسن النعماني                                                       | الدولة للتنمية المحلية                                   | 31 يناير 2011  | 20 يوليو 2011  | وزارة أحمد شفيق                                                                          | أحمد شفيق              |
| محسن النعماني                                                       | التنمية المحلية                                          | 31 يناير 2011  | 20 يوليو 2011  | وزارة عصام شرف                                                                           | عصام شرف               |
| محمد أحمد عطية                                                      | التنمية المحلية                                          | 21 يوليو 2011  | 25 يونيو 2012  | وزارة عصام شرف                                                                           | عصام شرف               |
| محمد أحمد عطية                                                      | الدولة للتنمية المحلية                                   | 21 يوليو 2011  | 25 يونيو 2012  | وزارة كمال الجنزوري الثانية                                                              | كمال الجنزوري          |
| أحمد زكي عابدين                                                     | الدولة للتنمية المحلية                                   | 2 أغسطس 2012   | 4 يناير 2013   | وزارة هشام قنديل                                                                         | هشام قنديل             |
| محمد علي بشر                                                        | الدولة للتنمية المحلية                                   | 5 يناير 2013   | 4 يوليو 2013   | وزارة هشام قنديل                                                                         | هشام قنديل             |
| عادل لبيب                                                           | التنمية المحلية                                          | 16 يوليو 2013  | 19 سبتمبر 2015 | وزارة حازم الببلاوي                                                                      | حازم الببلاوي          |
| عادل لبيب                                                           | التنمية المحلية                                          | 16 يوليو 2013  | 19 سبتمبر 2015 | وزارة إبراهيم محلب الأولى                                                                | إبراهيم محلب           |
| عادل لبيب                                                           | التنمية المحلية                                          | 16 يوليو 2013  | 19 سبتمبر 2015 | وزارة إبراهيم محلب الثانية                                                               | إبراهيم محلب           |
| أحمد زكي بدر                                                        | التنمية المحلية                                          | 19 سبتمبر 2015 | 16 فبراير 2017 | وزارة شريف إسماعيل                                                                       | شريف إسماعيل           |
| هشام الشريف                                                         | التنمية المحلية                                          | 16 فبراير 2017 | 14 يناير 2018  | وزارة شريف إسماعيل                                                                       | شريف إسماعيل           |
| أبو بكر الجندي                                                      | التنمية المحلية                                          | 14 يناير 2018  | 14 يونيو 2018  | وزارة شريف إسماعيل                                                                       | شريف إسماعيل           |
| محمود شعراوي                                                        | التنمية المحلية                                          | 14 يونيو 2018  | 13 أغسطس 2022  | وزارة مصطفى مدبولي الأولى                                                                | مصطفى مدبولي           |
| هشام آمنة                                                           | التنمية المحلية                                          | 13 أغسطس 2022  | 3 يونيو 2024   | وزارة مصطفى مدبولي الأولى                                                                | مصطفى مدبولي           |
| منال عوض ميخائيل                                                    | التنمية المحلية                                          | 3 يوليو 2024   | حتى الآن       | وزارة مصطفى مدبولي الثانية                                                               | مصطفى مدبولي           |